# Africa (provincia)
Africa római provinciát a pun háborúkban aratott győzelem után szervezte meg Róma Karthágó egykori birodalmának központi területein. Területe a mai Algéria keleti részének, Tunézia területének és Líbia part menti területeinek felelt meg.
A provincia megalapításával Róma az i. e. 2 század közepére a Földközi-tenger egész medencéjének ura lett.

## Városok
- Karthago
- Leptis Magna
- Phasania